# هوغو فوغل
هوغو فوغل (بالألمانية: Hugo Vogel)‏ هو رسام ألماني، ولد في 15 فبراير 1855 في ماغديبورغ في ألمانيا، وتوفي في 26 سبتمبر 1934 في برلين في ألمانيا.